# Mannschaftskader der polnischen Mannschaftsmeisterschaft im Schach 1957
Die Liste der Mannschaftskader der polnischen Mannschaftsmeisterschaft im Schach 1957 enthält (soweit bekannt) alle Spieler, die in der Endrunde der polnischen Mannschaftsmeisterschaft im Schach 1957 mindestens einmal eingesetzt wurden.

## Allgemeines
Während Drukarz Warszawa, DWP Warszawa, AZS Warszawa und AZS Kraków in allen Wettkämpfen die gleichen sieben Spieler einsetzten, spielten bei KKSz WDK Kraków elf Spieler mindestens eine Partie. Insgesamt kamen 101 Spieler zum Einsatz, von denen mindestens 14 an allen Wettkämpfen teilnahmen.
Punktbeste Spielerin war Henryka Konarkowska (Budowlani Bydgoszcz) mit 9,5 Punkten aus 11 Partien. Anna Jurczyńska (KKSz WDK Kraków) und Stefan Witkowski (Drukarz Warszawa) erreichten je 8,5 Punkte aus 11 Partien.

## Legende
Die nachstehenden Tabellen enthalten folgende Informationen:
- Nr.: Ranglistennummer; ein zusätzliches „W“ bezeichnet Frauen
- Pkt.: Anzahl der erreichten Punkte
- Partien: Anzahl der gespielten Partien

## KKSz WDK Kraków
| Nr. | Name                | Pkt. | Partien |
| --- | ------------------- | ---- | ------- |
| 1   | Bogdan Śliwa        | 7,5  | 9       |
| 2   | Edward Arłamowski   |      |         |
| 3   | Kazimierz Gdański   |      |         |
| 4   | Edward Knapczyk     | 5    | 8       |
| 5   | Orest Słobodzian    | 7,5  | 9       |
| 6   | Józef Stokłosa      |      |         |
| 7   | Ryszard Gąsiorowski | 5    | 6       |
| 8   | Franciszek Wessely  | 4    | 6       |
| 9   | Franciszek Major    |      |         |
| 10  | Czesław Wesołowski  |      |         |
| W1  | Anna Jurczyńska     | 8,5  | 11      |

## ZS Start Katowice
| Nr. | Name                   | Pkt. | Partien |
| --- | ---------------------- | ---- | ------- |
| 1   | Wiktor Balcarek        |      |         |
| 2   | Emil Sojka             |      |         |
| 3   | Stefan Brzózka         | 7,5  | 11      |
| 4   | Zygmunt Kloza          | 6    | 10      |
| 5   | Stanisław Kornasiewicz |      |         |
| 6   | Edward Olej            | 2,5  | 5       |
| 7   | Kazimierz Badylak      |      |         |
| W1  | Klara Knapik           | 7,5  | 10      |

## RKS Drukarz Warszawa
| Nr. | Name               | Pkt. | Partien |
| --- | ------------------ | ---- | ------- |
| 1   | Ignacy Branicki    | 6,5  | 11      |
| 2   | Zbigniew Solecki   | 8    | 11      |
| 3   | Stefan Witkowski   | 8,5  | 11      |
| 4   | I.Suchorski        |      |         |
| 5   | Wacław Grudzieński |      |         |
| 6   | Manfred Mannke     | 7    | 9       |
| W1  | M. Lerka           |      |         |

## BKS Budowlani Bydgoszcz
| Nr. | Name                 | Pkt. | Partien |
| --- | -------------------- | ---- | ------- |
| 1   | Jerzy Bratoszewski   | 6,5  | 11      |
| 2   | Stanisław Barche     | 5,5  | 11      |
| 3   | Feliks Chybicki      | 3    | 9       |
| 4   | Waldemar Jagodziński | 6    | 11      |
| 5   | Andrzej Tomaszewski  | 3,5  | 8       |
| 6   | Czesław Ziółkowski   | 1,5  | 6       |
| 7   | Benedykt Grabowski   | 1,5  | 4       |
| 8   | Jan Kowalski         | 3,5  | 6       |
| W1  | Henryka Konarkowska  | 9,5  | 11      |

## DWP Warszawa
| Nr. | Name                  | Pkt. | Partien |
| --- | --------------------- | ---- | ------- |
| 1   | Andrzej Pytlakowski   | 6    | 11      |
| 2   | Władysław Litmanowicz |      |         |
| 3   | Marian Ziembiński     | 7,5  | 11      |
| 4   | Teofan Domżał         |      |         |
| 5   | Władysław Klus        |      |         |
| 6   | Safuta                |      |         |
| W1  | Mirosława Litmanowicz | 5    | 6       |

## ŁKS Łódź
| Nr. | Name               | Pkt. | Partien |
| --- | ------------------ | ---- | ------- |
| 1   | Andrzej Karnkowski |      |         |
| 2   | Jan Gadaliński     | 7    | 10      |
| 3   | Jan Piechota       |      |         |
| 4   | Witold Balcerowski |      |         |
| 5   | Jerzy Panasewicz   |      |         |
| 6   | Wojciech Szalecki  |      |         |
| W1  | Róża Herman        | 4    | 6       |
| W2  | J.Kaczmarska       |      |         |

## AZS Gliwice
| Nr. | Name                 | Pkt. | Partien |
| --- | -------------------- | ---- | ------- |
| 1   | Adam Dzięciołowski   | 5,5  | 10      |
| 2   | Bolesław Towarnicki  |      |         |
| 3   | Henryk Śliwiński     |      |         |
| 6   | Zbigniew Radzikowski | 6    | 10      |
| 7   | Józef Rozewicz       |      |         |
| W1  | Krystyna Hołuj       |      |         |
| W2  | Lidia Dłuska         | 6,5  | 8       |

## ZS Start Łódź
| Nr. | Name                 | Pkt. | Partien |
| --- | -------------------- | ---- | ------- |
| 1   | Aleksander Szymański |      |         |
| 2   | Wiktor Matkowski     |      |         |
| 3   | Stanisław Kwapisz    | 5    | 7       |
| 4   | Witold Balcerowski   | 7,5  | 11      |
| 5   | Stefan Furs          |      |         |
| 6   | Kazimierz Makarczyk  |      |         |
| 7   | Hubert Wilczek       |      |         |
| W1  | W.Górna              |      |         |

## KKS Hetman Wrocław
| Nr. | Name               | Pkt. | Partien |
| --- | ------------------ | ---- | ------- |
| 1   | Czesław Błaszczak  | 4    | 8       |
| 2   | Zbigniew Terlecki  |      |         |
| 3   | Leszek Chrzanowski |      |         |
| 7   | Romuald Kuśnierz   | 7    | 8       |
| 8   | Ryszard Pędziński  |      |         |
| 9   | Adam Grynszpan     |      |         |
| W1  | Henryka Jochelson  |      |         |

## KKS Polonia Warszawa
| Nr. | Name                  | Pkt. | Partien |
| --- | --------------------- | ---- | ------- |
| 1   | Stanisław Gawlikowski | 6,5  | 11      |
| 2   | Janusz Szukszta       | 4,5  | 7       |
| 3   | Romuald Grąbczewski   | 5,5  | 10      |
| 4   | Janusz Szpotański     | 2,5  | 6       |
| 5   | Natan Borowski        | 6,5  | 10      |
| 6   | Andrzej Filipowicz    | 4,5  | 8       |
| 7   | Andrzej Adamski       | 4    | 9       |
| 8   | Waldemar Kurowski     | 0,5  | 2       |
| 9   | Zygmunt Burakowski    | 0    | 1       |
| 10  | Ryszard Chrzanowski   | 1    | 2       |

## AZS Warszawa
| Nr. | Name               | Pkt. | Partien |
| --- | ------------------ | ---- | ------- |
| 1   | Andrzej Sydor      | 5    | 8       |
| 2   | Wojciech Święcicki |      |         |
| 3   | Bogdan Kusiński    |      |         |
| 4   | Janusz Śmigaj      |      |         |
| 5   | Wiesław Kosiński   |      |         |
| 6   | Niedzielski        | 6,5  | 9       |
| W1  | Miller             |      |         |

## ASZ Kraków
| Nr. | Name                   | Pkt. | Partien |
| --- | ---------------------- | ---- | ------- |
| 1   | Tadeusz Ciejka         |      |         |
| 2   | Edward Nahlik          |      |         |
| 3   | Marek Galewicz         |      |         |
| 4   | Jerzy Kostro           | 7,5  | 11      |
| 5   | Ryszard Czermiński     |      |         |
| 6   | Kazimierz Wojtasiewicz |      |         |
| 7   | Kazimierz Wojtasiewicz |      |         |
| W1  | Bukermayer             |      |         |